# Casmena

Ciudades de la Magna Grecia con la ubicación de Casmena, en el sur de Sicilia.

Casmena o Casmenas (en griego, Κασμέναι, Κασμένη) es el nombre de una antigua colonia griega de Sicilia.
Tucídides señala que, al igual que Acras, era una fundación de los siracusanos, aproximadamente veinte años después de la fundación de Acras y noventa después de la fundación de Siracusa, por lo que se puede fechar hacia el año 643 a. C.
Es citada por Heródoto, que menciona que los geomoroi (dueños de las tierras de cultivo) fueron repatriados desde Casmena a Siracusa por Gelón en el 485 a. C. puesto que habían sido expulsados de Siracusa por sus esclavos y por los sículos.
Aunque no se ha localizado con total certeza, suele identificarse con unos restos situados unos 12 km al oeste de Acras, en el monte Casale, cuyo emplazamiento sugiere que Casmena tenía una función esencialmente militar.